# Didube

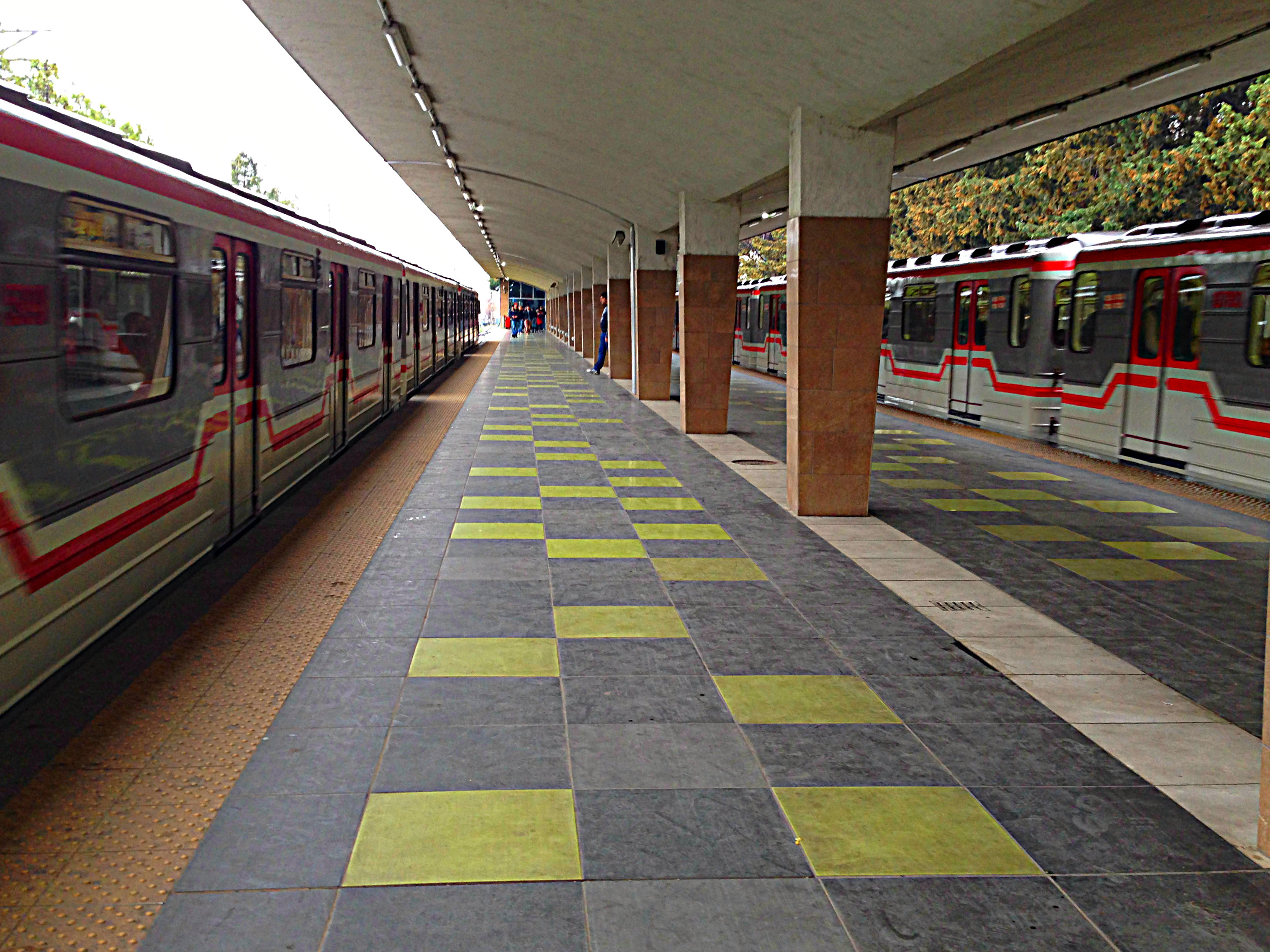
Bahnsteig der Station Didube

Didube (georgisch დიდუბე); ist eine Station der Metro Tiflis im gleichnamigen Stadtteil von Tiflis. Didube wird von der Achmetelis-Teatri-Warketeli-Linie genutzt.
Sie wurde 1966 eröffnet. Architekten waren G. Modsmanischwili und N. Lomidse. Damals war sie der Endpunkt mehrerer Stationen der Didube-Rustaweli-Linie. Später hieß sie Didube-Samgore-Linie und heute ist im Namen der Name Didube nicht enthalten. Die Station gilt als eine Besonderheit der Metro Tiflis, da sie – neben Goziridse – als einzige als Hochbahnstation angelegt wurde.
Infolge des Baus einer dritten Linie soll Didube zu dieser angebunden und als Umsteigepunkt genutzt werden. Die Station liegt zwischen Goziridse und Ghrmaghele.